# 皮豪 (金迪奧省)

皮豪是哥倫比亞的城鎮，位於該國中西部，由金迪奧省負責管轄，距離首府亞美尼亞城32公里，始建於1902年5月15日，面積243平方公里，海拔高度2,009米，2005年人口6,421。
4°20′N 75°42′W / 4.333°N 75.700°W